# Robert Leavitt
Robert Grandison Leavitt, detto Bob (Dorchester, 20 settembre 1883 – Hanson, 22 febbraio 1954), è stato un ostacolista statunitense, specializzato nei 110 metri ostacoli.
Nel 1906 prese parte ai Giochi olimpici intermedi e questa fu il suo unico successo in una grande manifestazione sportiva: conquistò la medaglia d'oro nei 110 metri ostacoli con il tempo di 16"2.

## Palmarès
| Anno | Manifestazione            | Sede  | Evento             | Risultato | Prestazione | Note |
| ---- | ------------------------- | ----- | ------------------ | --------- | ----------- | ---- |
| 1906 | Giochi olimpici intermedi | Atene | 110 metri ostacoli | Oro       | 16"2        |      |